# Hallmark Channel

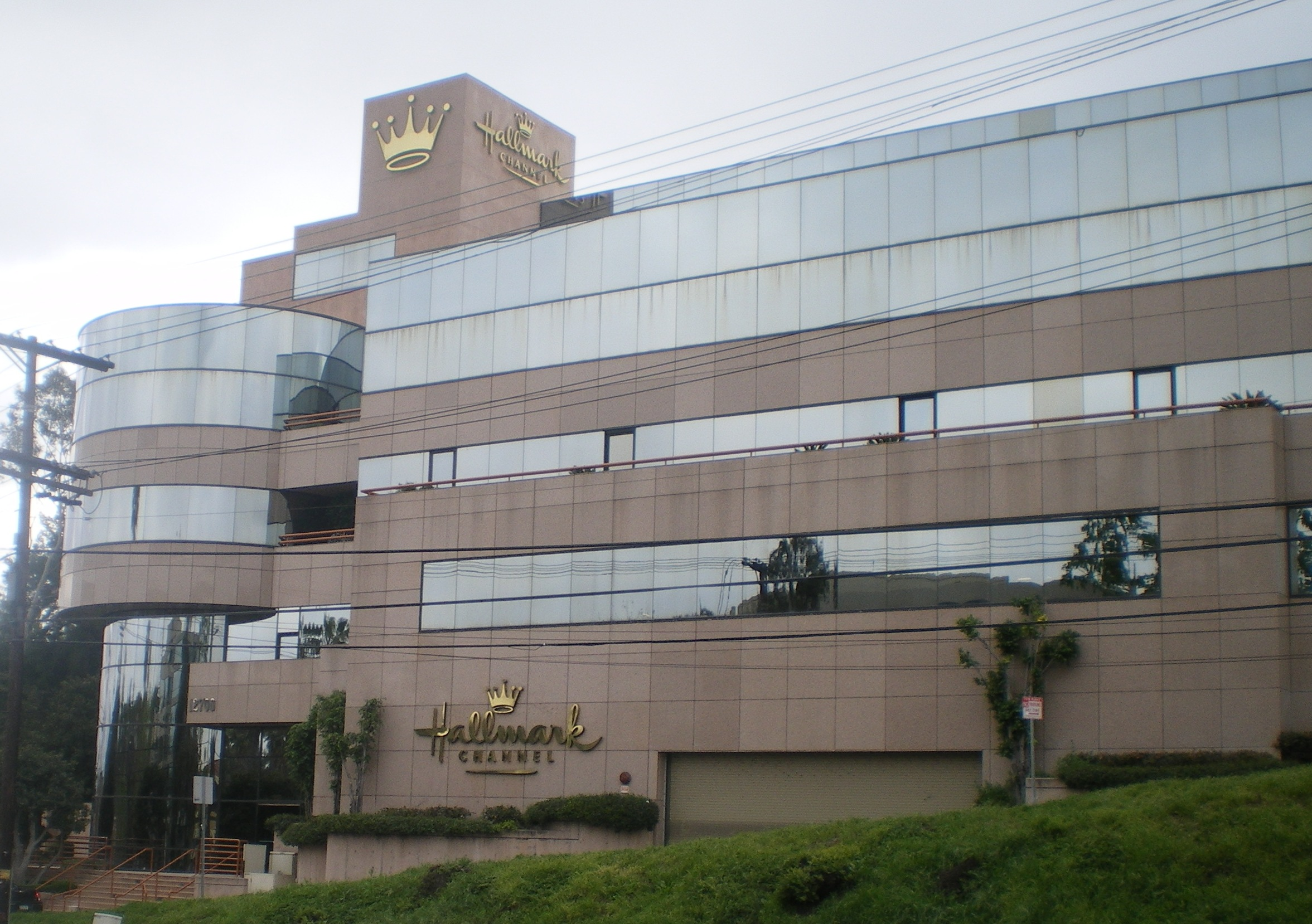
Hoofdkantoor van Hallmark Channel in Californië.

Hallmark Channel is een Amerikaanse televisiezender die onder het beheer van Crown Media valt, en die op haar beurt weer eigendom is van Hallmark Cards.
De zender categoriseert zichzelf als familiezender met programma's voor alle leeftijden, en was van 1995 tot 2011 onder andere als internationale versie in Nederland en België te ontvangen.
De zender is eigendom van NBC Universal en de programmering bestaat vooral uit films en series. Ook in andere landen was Hallmark Channel actief, na het einde hiervan werd de zender veelal omgedoopt tot Universal Channel en Diva Universal. In juni 1995 startte het Hallmark Entertainment Network met uitzenden in de Benelux. In Nederland was de zender sinds 2008 via digitale themapakketten van UPC en CAIW te ontvangen. Hallmark Channel startte op 5 augustus 2001 in de Verenigde Staten.

## Programmering
Hallmark Channel kent een seizoensgebonden programmering met thema's rond vieringen als kerstmis, moederdag en valentijnsdag. In 2009 startte de zender met Countdown to Christmas, waarbij de programmering bestond uit een mix van kerstfilms. Sindsdien heeft de zender diverse televisiefilms die zich richten op elk seizoen, maar ook op een bepaald genre, zoals detectives en mysterie.

### Bekende acteurs
Enkele bekende actrices die regelmatig terugkeren zijn Candace Cameron Bure, Lacey Chabert, Erin Krakow, Lori Loughlin (tot 2019), Kellie Martin, Danica McKellar, Autumn Reeser, Jill Wagner en Alicia Witt. Bekende acteurs zijn Paul Greene, Kavan Smith, Wes Brown, Brennan Elliott, Steve Lund, Brendan Penny en Luke Macfarlane.

## Programmering
Enkele televisieseries die Hallmark in haar programmering heeft opgenomen zijn:
- Mystery Woman (2003-2007)
- McBride (2005-2008)
- Cedar Cove (2013-2015)
- When Calls the Heart (2014-heden)
- Good Witch (2015-heden)
- Chesapeake Shores (2016-heden)
- Meet the Peetes (2018-heden)

Naast originele televisiefilms en series zendt Hallmark Channel ook gelicenseerde programma's van andere zenders uit (syndicatie). Dit zijn:
- Frasier
- The Golden Girls
- I Love Lucy